# Bakugan Battle Brawlers (videojuego)
Bakugan Battle Brawlers es un videojuego sobre el anime Bakugan lanzado el 20 de octubre de 2009 para PlayStation 2, PlayStation 3, Xbox 360, Nintendo DS, Wii y Zeebo.

## Creación del juego
En la conferencia del E3 2009 se anunció que se lanzaría un videojuego de Bakugan para Nintendo Wii y DS, y que harían un trato con Sony para que lo sacaran en PlayStation 2, aunque no se ha revelado dos cosas, la caja oficial del Wii y la categoría, aunque ahora mismo es E (Everyone). (2009).
Finalmente fue publicado el juego homónimo de Bakugan.

## El juego

### Historia
La historia se centra en un nuevo jugador de Bakugan (el cual puede ser personalizado desde aspecto a atributo Bakugan) se une a los luchadores de la batalla, compitiendo en torneos y retando a jugadores junto a su Bakugan Leonidas (cuyo atributo varia dependiendo de cual haya escogido el jugador anteriormente).

### Modos de juego
El juego tiene 6 modos:
- Historia / Torneo : Este es el modo para 1 jugador donde te enfrentarás a una serie de jugadores como Runo, Marucho, Julio, Billy, Komba, y otros personajes de la serie Bakugan

- Historia / Parque / 1 contra 1 : En este modo de 1 jugador puedes retar a cualquier personaje en una batalla 1 contra 1.

- Historia / Parque / Batalla en equipo : En este otro modo puedes jugar una batalla en equipo con la CPU.

- Historia / Parque / Todos contra Todos : Aquí puedes jugar una batalla de a 4 sin equipos.

- Campo de Batalla : En este modo puedes seleccionarte un personaje del videojuego y jugar una batalla de hasta 4 jugadores

- Campo de Batalla / Custom : Similar al anterior, pero con personajes creados.

### Como jugar
Primero debes seleccionar un modo de juego y un personaje.

Después selecciona la carta portal y presiona en ella para lanzarla.

Luego debes seleccionar la carta y la potencia con que lanzaras el bakugan.

Cuando el bakugan caiga en una carta se abrirá y se mostrarán sus puntos G.

La batalla empezará después de que dos bakugans caigan en la misma carta.

### Posición y Mazo
Mientras vayas ganando batallas irás subiendo de posición en el torneo, mientras vayas perdiendo irás bajando. Tu personaje tendrá dos mazos, el principal y el secundario. El principal es el que tiene a Leonidas y las cartas y bakugans que se usan en tus batallas. El secundario es un mazo aparte, que lo puedes usar cuando quieras.

### Marduk, Vladitor y la dimensión de la perdición
De pronto, se revela un nuevo jugador de Bakugan: Marduk, y su Bakugan Vladitor, el cual quiere dominar Vestroia con el poder del núcleo del silencio. Para detenerlo, los luchadores tendrán que unir fuerzas en Leonidas para derrotarlo.